# شورية مستدقة
شورية مستدقة (الاسم العلمي:Shorea acuminatissima) هي نوع غير مؤكد من النباتات تتبع جنس الشورية من فصيلة مجنحية الثمر.